# Petar Bručić
Petar Bručić (Jarmina, 28. lipnja 1953.) hrvatski je nogometaš.

## Životopis
Rođen je u Jarmini 1953. godine. Počeo u Borincima u Jarmini, pa u niželigašu Dinamu iz Vinkovaca. Igrao za Dinamo iz Zagreba od 1975. godine. Za brz ulazak juniora Bručića u prvu momčad zaslužan je trener Mirko Bazić. S Dinamom je 1981./82. osvojio naslov prvaka. S Dinamom je došao do naslova osvajača Kupa maršala Tita 1979./80. i do finala Kupa maršala Tita 1975./1976. i 1981./82. Karijeru je nastavio u austrijskom Rapidu.S Rapidom osvojio dva naslova prvaka i četiri kupa te dva superkupa, a u europskim kupovima igrao je finale Kupa pobjednika kupova 1985. Iz Rapida je prešao u gradskog rivala WSC i karijeru zaključio u Donaufeldu.

## Vanjske poveznice
- (njem.) SK Rapid Profil
- (njem.) Weltfussball Profil
- (njem.) Bundesliga  Arhivirana inačica izvorne stranice od 19. veljače 2011. (Wayback Machine) Profil
- (njem.) Europäische Spieler einst und jetzt» Brucic Petar ... Kroatien